# Paolo Ferretti (pittore)
Paolo Ferretti (Roma, 21 febbraio 1864 – Anzio, 17 luglio 1937) è stato un pittore e acquerellista italiano.

## Biografia
Figlio di Luigi e di Teresa Fanni, Paolo Ferretti si formò all'istituto di Belle Arti, sotto la guida di F. Prosperi. Nino Costa lo indirizzò verso lo studio del paesaggio visto dal vero, e nel 1893 lo accolse in una mostra dell'Associazione "In arte libertas" da lui fondata: Ferretti vi espose una copia del Ritratto virile di Antonello da Messina, conservato alla Galleria Borghese.

### La pittura dal vero
Nel 1894,  mentre era a Marina di Pisa con Nino Costa, eseguì "Bocca d'Arno", dipinto ammirevole per effetti di luce e accenni di tecnica divisionistica. Nel 1901 esordì alla Biennale di Venezia con "Pomeriggio d'autunno" e nel 1904 fu tra i sei artisti fondatori dei XXV della campagna romana, assumendo il nomignolo "Porchetto d'India". Fu assiduo compagno delle allegre passeggiate domenicali del gruppo, alla ricerca di soggetti da dipingere: passeggiate che finivano a tavola, in osteria. Dipinse le rive del Tevere e dell'Aniene e gli stagni della Palude pontina e vedute di Vallerano. Nel piccolo formato, dove era necessario cogliere i particolari minuti, preferiva la tecnica ad acquerello. Nel 1909 partecipò alla mostra della Società amatori e cultori di Belle Arti di Roma e nel 1911 fu presente all'Esposizione Internazionale di Roma. Dal 1913 al 1916 partecipò alle mostre della Secessione Romana.

### Dopo la guerra
Nel 1921, alla prima Biennale romana, la sua "Armonia in verde " fu acquistata dalla regina Margherita di Savoia che amava in modo particolare la pittura en plein air. Nel 1922 fu organizzata la prima mostra dei XXV della campagna romana, all'interno di una esposizione della Società amatori e cultori. Ferretti vi presentò l'olio "Colli Albani", acquistato dalla Galleria nazionale d'arte moderna di Roma. Nel 1925 fu nominato accademico residente aggiunto (per la classe pittura) dell'Accademia di S. Luca. Con "Scogliere di Portovenere" e "Scogliere di Nettuno" partecipò alla prima Mostra nazionale d'arte marinara che fu allestita a Roma nel 1926. Alla mostra della Società amatori e cultori, del 1926, presentò 23 dipinti e due disegni, eseguiti fra il 1894 e il 1925. Prese parte a mostre regionali, organizzate dal Sindacato fascista Belle Arti del Lazio, con vedute di Vallerano. Nel 1935 donò all'Accademia di S. Luca il dipinto "A Fiumicino", che si conserva all'Accademia.